# Comuni del Mali
I comuni del Mali (in francese: commune) costituiscono la suddivisione territoriale di terzo ed ultimo livello del Paese e ammontano a 697, di cui 19 sono comuni urbani e 678 comuni rurali.
L'attuale struttura è uguale per tutti i circondari, come stabilito da una riforma delle amministrazioni locali del 1999. In precedenza alcuni circondari, specialmente quelli più urbanizzati, erano divisi in quartieri (arrondissement); attualmente tutti i circondari sono divisi in comuni, che a loro volta sono divisi in quartieri se urbani e in villaggi se rurali; queste ultime suddivisioni non hanno peraltro valenza amministrativa.

## Regione di Gao

### Circondario di Ansongo
- Ansongo
- Bara
- Bourra
- Ouattagouna
- Talataye
- Tessit
- Tin-Hama

### Circondario di Bourem
- Bamba
- Bourem
- Taboye
- Tarkint
- Temera

### Circondario di Gao
- Anchawadi
- Gabero
- Gao
- Gounzoureye
- N'Tillit
- Sony Aliber
- Tilemsi

### Circondario di Ménaka
- Alata
- Andéramboukane
- Inékar
- Ménaka
- Tidermène

## Regione di Kayes

### Circondario di Bafoulabé
- Bafoulabé
- Bamafélé
- Diakon
- Diallan
- Diokéli
- Gounfan
- Kontéla
- Koundian
- Mahina
- Niambia
- Oualia
- Sidibéla
- Tomora

### Circondario di Diéma
- Béma
- Diangounté Camara
- Dianguirdé
- Diéma
- Diéoura
- Dioumara Koussata
- Fassoudébé
- Fatao
- Gomitradougou
- Grouméra
- Guédébiné
- Lakamané
- Lambidou
- Madiga Sacko
- Sansankidé

### Circondario di Kayes
- Bangassi
- Colimbiné
- Diamou
- Djélébou
- Falémé
- Fégui
- Gory Gopéla
- Gouméra
- Guidimakan Keri-Kaffo
- Hawa Dembaya
- Karakoro
- Kayes
- Kéméné Tambo
- Khouloum
- Kouniakary
- Koussané
- Liberté Dembaya
- Logo
- Maréna Diombougou
- Marintoumania
- Sadiola
- Sahel
- Samé Diomgoma
- Ségala
- Séro Diamanou
- Somankidy
- Sony
- Tafacirga

### Circondario di Kéniéba
- Baye
- Dabia
- Dialafara
- Dombia
- Faléa
- Faraba
- Guénégoré
- Kassama
- Kéniéba
- Kroukoto
- Sagalo
- Sitakilly

### Circondario di Kita
- Badia
- Bendougouba
- Benkady Founia
- Boudofo
- Bougaribaya
- Didenko
- Djidian
- Djougoun
- Gadougou I
- Gadougou II
- Guémoukouraba
- Kassaro
- Kita
- Kita Nord
- Kita Ouest
- Kobri
- Kokofata
- Kotouba
- Koulou
- Kourouninkoto
- Madina
- Makano
- Namala Guimba
- Niantanso
- Saboula
- Sébékoro
- Séféto Nord
- Séféto Ouest
- Senko
- Sirakoro
- Souransan Tomoto
- Tambaga
- Toukoto

### Circondario di Nioro du Sahel
- Baniéré Koré
- Diabigué
- Diarra
- Diaye Coura
- Gadiaba Kadiel
- Gavinané
- Gogui
- Guétéma
- Koréra Koré
- Nioro du Sahel
- Nioro Tougouné Rangaba
- Sandaré
- Simbi
- Trougoumbé
- Yéréré
- Youri

### Circondario di Yélimané
- Diafounou Diongaga
- Diafounou Gory
- Fanga
- Gory
- Guidimé
- Kirané Kaniaga
- Konsiga
- Kremis
- Marékaffo
- Soumpou
- Toya
- Tringa

## Regione di Kidal

### Circondario di Abéïbara
- Abéïbara
- Boghassa
- Tinzawatène

### Circondario di Kidal
- Anéfif
- Essouk
- Kidal

### Circondario di Tessalit
- Adjelhoc
- Tessalit
- Timtaghene

### Circondario di Tin Essako
- Intadjedite
- Tin Essako

## Regione di Koulikoro

### Circondario di Banamba
- Banamba
- Benkadi
- Boron
- Duguwolowula
- Kiban
- Madina Sacko
- Sébété
- Toubacoro
- Toukoroba

### Circondario di Dioïla
- Banco
- Benkadi
- Binko
- Dégnékoro
- Diébé
- Diédougou
- Diouman
- Dolendougou
- Guégnéka
- Jékafo
- Kaladougou
- Kémékafo
- Kéréla
- Kilidougou
- Massigui
- N'Dlondougou
- N'Garadougou
- N'Golobougou
- Nangola
- Niantjila
- Ténindougou
- Wacoro
- Zan Coulibaly

### Circondario di Kangaba
- Balan Bakama
- Benkadi
- Kagnogo
- Karan
- Maramandougou
- Minidian
- Naréna
- Nouga
- Séléfougou

### Circondario di Kati
- Baguinéda-Camp
- Bancoumana
- Bossofala
- Bougoula
- Daban
- Diago
- Dialakoroba
- Dialakorodji
- Diédougou
- Dio-Gare
- Dogodouman
- Dombila
- Doubabougou
- Faraba
- Kalabancoro
- Kalifabougou
- Kambila
- Kati
- Kourouba
- Mandé
- Moribabougou
- Mountougoula
- N'Gabacoro
- N'Gouraba
- N'Tjiba
- Niagadina
- Nioumamakana
- Ouélessébougou
- Safo
- Sanankoro Djitoumou
- Sanankoroba
- Sangarébougou
- Siby
- Sobra
- Tiakadougou-Dialakoro
- Tiélé
- Yélékébougou

### Circondario di Kolokani
- Didiéni
- Guihoyo
- Kolokani
- Massantola
- Nonkon
- Nossombougou
- Ouolodo
- Sagabala
- Sébékoro I
- Tioribougou

### Circondario di Koulikoro
- Dinandougou
- Doumba
- Koula
- Koulikoro
- Méguétan
- Nyamina
- Sirakorola
- Tienfala
- Tougouni

### Circondario di Nara
- Allahina
- Dabo
- Dilly
- Dogofry
- Fallou
- Guénéibe
- Guiré
- Koronga
- Nara
- Niamana
- Ouagadou

## Regione di Mopti

### Circondario di Bandiagara
- Bandiagara
- Bara Sara
- Borko
- Dandoli
- Diamnati
- Dogani Béré
- Doucombo
- Dourou
- Kendé
- Kendié
- Lowol Guéou
- Métoumou
- Ondougou
- Pelou
- Pignari
- Pignari Bana
- Sangha
- Ségué-Iré
- Soroly
- Timniri
- Wadouba

### Circondario di Bankass
- Bankass
- Baye
- Diallassagou
- Dimbal Habé
- Kani Bozon
- Koulogon Habé
- Léssagou Habé
- Ouonkoro
- Ségué
- Sokoura
- Soubala
- Tori

### Circondario di Djenné
- Dandougou Fakala
- Derary
- Djenné
- Fakala
- Femaye
- Kéwa
- Madiama
- Néma-Badenyakafo
- Niansanarié
- Ouro Ali
- Pondori
- Togué Morari

### Circondario di Douentza
- Dallah
- Dangol-Boré
- Débéré
- Dianwéli
- Djaptodji
- Douentza
- Gandamia
- Haïré
- Hombori
- Kéréna
- Korarou
- Koubéwel Koundia
- Mondoro
- Pétaka
- Tédjé

### Circondario di Koro
- Bamba
- Barapiréli
- Bondo
- Diankabou
- Dinangourou
- Dioungani
- Dougouténé I
- Dougouténé II
- Kassa
- Koporo Pen
- Koporokendié Nâ
- Koro
- Madougou
- Pel Maoudé
- Yoro
- Youdiou

### Circondario di Mopti
- Bassirou
- Borondougou
- Dialloubé
- Fatoma
- Konna
- Korombana
- Koubaye
- Kounari
- Mopti
- Ouro Modi
- Ouroubé Douddé
- Salsalbé
- Sio
- Socoura
- Soye

### Circondario di Ténenkou
- Diafarabé
- Diaka
- Diondiori
- Karéri
- Ouro Ardo
- Ouro Guiré
- Sougoulbé
- Ténenkou
- Togoré-Coumbé
- Togoro Kotia

### Circondario di Youwarou
- Bembéré Tama
- Déboye
- Dirma
- Dongo
- Farimaké
- N'Dodjigu
- Youwarou

## Regione di Ségou

### Circondario di Barouéli
- Barouéli
- Boidié
- Dougoufié
- Gouendo
- Kalaké
- Konobougou
- N'Gassola
- Sanando
- Somo
- Tamani
- Tesserla

### Circondario di Bla
- Beguené
- Bla
- Diaramana
- Diena
- Dougouolo
- Falo
- Fani
- Kazangasso
- Kemeni
- Korodougou
- Koulandougou
- Niala
- Samabogo
- Somasso
- Tiemena
- Touna
- Yangasso

### Circondario di Macina
- Bokywere
- Folomana
- Kokry Centre
- Kolongo
- Macina
- Matomo
- Monimpebougou
- Saloba
- Sana
- Souleye
- Tongué

### Circondario di Niono
- Diabaly
- Dogofry
- Kala-Siguida
- Mariko
- Nampalari
- Niono
- Pogo
- Siribala
- Sirifila-Boundy
- Sokolo
- Toridaga-Ko
- Yeredon Saniona

### Circondario di San
- Baramandougou
- Dah
- Diakourouna
- Diéli
- Djéguena
- Fion
- Kaniegué
- Karaba
- Kassorola
- Kava
- Moribala
- N'Goa
- N'Torosso
- Niamana
- Niasso
- Ouolon
- San
- Siadougou
- Somo
- Sourountouna
- Sy
- Téné
- Teneni
- Tourakolomba
- Waki

### Circondario di Ségou
- Baguindadougou
- Bellen
- Boussin
- Cinzana
- Diédougou
- Diganidougou
- Dioro
- Diouna
- Dougabougou
- Farako
- Farakou Massa
- Fatiné
- Kamiandougou
- Katiéna
- Konodimini
- Markala
- Massala
- N'Gara
- N'Koumandougou
- Pelengana
- Sakoïba
- Sama Foulala
- Saminé
- Sansanding
- Sébougou
- Ségou
- Sibila
- Soignébougou
- Souba
- Togou

### Circondario di Tominian
- Bénéna
- Diora
- Fangasso
- Koula
- Lanfiala
- Mafouné
- Mandiakuy
- Ouan
- Sanékuy
- Timissa
- Tominian
- Yasso

## Regione di Sikasso

### Circondario di Bougouni
- Bladié-Tiémala
- Bougouni
- Danou
- Débélin
- Défina
- Dogo
- Domba
- Faradiélé
- Faragouaran
- Garalo
- Keleya
- Kokélé
- Kola
- Koumantou
- Kouroulamini
- Méridiéla
- Ouroun
- Sanso
- Sibirila
- Sido
- Syen Toula
- Tiémala-Banimonotié
- Wola
- Yinindougou
- Yiridougou
- Zantiébougou

### Circondario di Kadiolo
- Diou
- Dioumaténé
- Fourou
- Kadiolo
- Kaï
- Loulouni
- Misséni
- Nimbougou
- Zégoua

### Circondario di Kolondiéba
- Bougoula
- Fakola
- Farako
- Kadiana
- Kébila
- Kolondiéba
- Kolosso
- Ména
- N'Golodiana
- Nangalasso
- Tiongui
- Tousséguéla

### Circondario di Koutiala
- Diédougou
- Diouradougou Kafo
- Fagui
- Fakolo
- Gouadji Kao
- Goudié Sougouna
- Kafo Faboli
- Kapala
- Karagouana Mallé
- Kolonigué
- Konina
- Koningué
- Konséguéla
- Koromo
- Kouniana
- Koutiala
- Logouana
- M'Pessoba
- Miéna
- N'Golonianasso
- N'Goutjina
- N'Tossoni
- Nafanga
- Nampé
- Niantaga
- Sincina
- Sinkolo
- Songo-Doubacoré
- Songoua
- Sorobasso
- Tao
- Yognogo
- Zanfigué
- Zangasso
- Zanina
- Zébala

### Circondario di Sikasso
- Benkadi
- Blendio
- Danderesso
- Dembela
- Dialakoro
- Diomaténé
- Dogoni
- Doumanaba
- Fama
- Farakala
- Finkolo
- Finkolo Ganadougou
- Gongasso
- Kabarasso
- Kaboïla
- Kafouziéla
- Kapala
- Kapolondougou
- Kignan
- Kléla
- Kofan
- Kolokoba
- Koumankou
- Kouoro
- Kourouma
- Lobougoula
- Miniko
- Miria
- Missirikoro
- N'Tjikouna
- Natien
- Niéna
- Nongo-Souala
- Pimperna
- Sanzana
- Sikasso
- Sokourani-Missirikoro
- Tella
- Tiankadi
- Wateni
- Zanférébougou
- Zangaradougou
- Zaniena

### Circondario di Yanfolila
- Baya
- Bolo-Fouta
- Djallon-Foula
- Djiguiya De Koloni
- Gouanan
- Gouandiaka
- Koussan
- Sankarani
- Séré Moussa Ani Samou De Siékorolé
- Tagandougou
- Wassoulou-Ballé
- Yallankoro-Soloba

### Circondario di Yorosso
- Boura
- Karangana
- Kiffosso I
- Koumbia
- Koury
- Mahou
- Ménamba I
- Ourikéla
- Yorosso

## Regione di Timbuctù

### Circondario di Diré
- Arham
- Binga
- Bourem Sidi Amar
- Dangha
- Diré
- Garbakoïra
- Haïbongo
- Kirchamba
- Kondi
- Sareyamou
- Tienkour
- Tindirma
- Tinguereguif

### Circondario di Goundam
- Abarmalane
- Alzounoub
- Bintagoungou
- Douékiré
- Doukouria
- Essakane
- Gargando
- Goundam
- Issabéry
- Kaneye
- M'Bouna
- Raz-El-Ma
- Télé
- Tilemsi
- Tin Aïcha
- Tonka

### Circondario di Gourma-Rharous
- Bambara Maoudé
- Banikane
- Gossi
- Hamzakoma
- Haribomo
- Inadiatafane
- Ouinerden
- Rharous
- Serere

### Circondario di Niafunké
- Banikane Narhawa
- Dianké
- Fittouga
- Koumaïra
- Léré
- N'Gorkou
- Soboundou
- Soumpi

### Circondario di Timbuctù
- Alafia
- Ber
- Bourem-Inaly
- Lafia
- Salam
- Timbuctù